# الأركان الأربعة
الأركان الأربعة تسمية يطلقها الشيعة على أربعة من الصحابة وهم: أبو ذر الغفاري، وسلمان الفارسي، والمقداد بن عمرو، وعمار بن ياسر. طبقا للمصادر الشيعية فان هؤلاء الاربعة كانوا اقرب الناس لعلي بن ابي طالب وكانوا ممن امتنع عن بيعة أبو بكر ولذلك يلقبون عندهم بالأركان الاربعة وهم من الصحابة العدول غير المجروحين عند الشيعة.
لا يؤمن الشيعة بعصمتهم وإنما يبجلونهم ويضعونهم موضع أنصار علي بن أبي طالب وروي عن أنس بن مالك مرفوعا: إن الجنة تشتاق إلى أربعة: علي بن أبي طالب، وعمار بن ياسر، وسلمان الفارسي، والمقداد.

## أبو ذر الغفاري
ارتبطت قصة إسلام أبو ذر الغفاري طبقا للروايات الشيعية وبعض الروايات السنية بعلي بن أبي طالب حيث كان علي هو الذي دله إلى رسول الله. ويرى الشيعة فيه مثالا للثوري المظلوم الذي ثار ضد عثمان بن عفان الخليفة الثالث. من المنظور الشيعي المحض يعتبر أبو ذر غريبا مضطهدا من قبل السلطة. مات أبو ذر بالربذة وحيدا في منفاه.
وفي كتاب نهج البلاغة (الذي ينكر صحته بعض أهل السنة ويرى الشيعة صحته) قيل أن الإمام علي قال له حين تم نفيه (الخطبة رقم 130):
«يا أبا ذر، إنك غضبت لله، فارج من غضبت له. إن القوم خافوك على دنياهم، وخفتهم على دينك. فاترك في أيديهم ما خافوك عليه، واهرب منهم بما خفتهم عليه; فما أحوجهم إلى ما منعتهم، وأغناك عما منعوك! وستعلم من الرابح غدا، والأكثر حسدا. ولو أن السماوات والارضين كانتا على عبد رتقا، ثم اتقى الله، لجعل الله له منهما مخرجا! لا يؤنسنك إلا الحق، ولا يوحشنك إلا الباطل، فلو قبلت دنياهم لأحبوك، ولو قرضت منها لأمنوك»

## سلمان الفارسي
وأما سلمان الفارسي أو المحمدي فقد أعلن النبي محمد أن (سلمان منا آل البيت) ويروي عنه الشيعة فضائل جمة ويعتبرونه ركنا من اركان العلم والفقه والحكمة. وقد ذكر في المصادر الشيعية ما قاله الإمام علي في سلمان الفارسي، يقول النص:
«أخبرنا حجاج بن محمد، عن ابن جريج، عن زاذان قال: سئل علي عن سلمان الفارسي فقال: ذاك امرؤ منا والينا أهل البيت، من لكم بمثل لقمان الحكيم، علم العلم الأول والعلم الاخر، وقرأ الكتاب الأول والكتاب الاخر، وكان بحرا لا ينزف.»
وقال الإمام علي أيضا:
«الـسبّاق خمسَة فأنا سَابق العرب وسَلمان سَـابق فـارس وصـهيب سَـابق الروم وبـلال سـابق الـحَبـش وَخـبـاب سَـابـق النبـط»

## عمار بن ياسر
ويعتبر عمار بن ياسر عند الشيعة من أهم اصحاب الإمام علي ظل معه حتى اخر لحظة في حياته فقد توفي عمار وهو يقاتل في صفين دفاعا عن علي بن أبي طالب.
من اقوال علي فيه:
«لقد رأيت عماراً وما يُذكر من أصحاب رسول الله صلى الله عليه وآله وسلم أربعةٌ إلا كان رابعاً، ولا خمسةٌ إلا كان خامساً، وما كان أحد من قدماء أصحاب رسول الله صلى الله عليه وآله وسلم يشكُّ أن عماراً قد وجبت له الجنة في غير موطن ولا إثنين، فهنيئاً لعمار بالجنة، ولقد قيل: إن عماراً مع الحق، والحق معه، يدور عمارٌ مع الحق أينما دار، وقاتل عمار في النار»

## المقداد بن عمرو
روي عن علي أنه قال (كل الناس شك إلا المقداد) وله شأن كبير عند الشيعة حيث أنه من أخلص أصحاب الإمام.

## رتبة الإيمان لدى الأركان الأربعة
وترى الطائفة الإثنا عشرية أن الصحابي كامل الإيمان والذي لم يشك هو المقداد، ويرى الإثنا عشرية على أنه على الرغم من أن المقداد لم يحضر الجمل وصفين والنهروان مع علي بن أبي طالب فقد كانت وفاته في سنة 33 للهجرة إلا أن المقداد كان كامل الإيمان طوال حياته ولم يشك، وأما عمار وأبوذر وسلمان فقد كانوا كالتالي:
- عمار بن ياسر:  قد حاص حيصة ثم رجع، ويقال في اللغة: يحيص حيصا أي عدل وحاد [6]، وفي رواية أخرى «وكان عمار بن ياسر جاض جيضة ثم رجع»، ويقال في اللغة: جاض عنه يجيض أي عدل وجاد، وهناك روايات تقول أن عمار بن يسار هو أقل هؤلاء الأربعة في رتبة الإيمان.[7]
- سلمان الفارسي:  فقد عرض في قلبه عارض، ويفسر علماء الإثناعشرية هذا العارض بأن سلمان الفارسي شك بأنه مادام علي بن أبي طالب هو الأحق بالخلافة من أبو بكر وأن عند علي بن أبي طالب اسم الله الأعظم، فلماذا علي بن أبي طالب لم يدعوا الله عليهم ولماذا علي بن أبي طالب ذهب وبايع أبو بكر، ثم يقول علماء الإثناعشرية أن علي ابن أبي طالب مر بسلمان الفارسي ووضح له الأمر وأسباب مبايعته لأبوبكر ثم إن سلمان رضي وسارع أطاع وبايع.[8]
- أبوذر الغفاري: ويرى علماء الإثناعشرية أن علي بن أبي طالب أمر أبوذر بالسكوت ولكن أبو ذر أبى إلا أن يتكلم.

وقد روي عن الإمام الباقر ما يلي:"قال أبوجعفر الباقر: ارتد الناس إلا ثلاثة نفر، سلمان وأبوذر والمقداد، قال: قلت: فعمار؟ قال: قد كان حاص حيصة ثم رجع، ثم قال أبو جعفر الباقر: إن أردت الذي لم يشك ولم يدخله شيء فالمقداد، وأما سلمان فإنه عرض في قلبه عارض.. وأما أبوذر فأمره أمير المؤمنين بالسكوت ولم يكن تأخذه في الله لومة لائم فأبى إلا أن يتكلم ".